# Alnei-Txaixakondja
Alnei-Txaixakondja (en rus: Алней-Чашаконджа) és un complex volcànic que es troba al nord de la península de Kamtxatka, Rússia, a la serralada Sredinni.
Consisteix en dos grans estratovolcans, Alnei (2598 msnm) i Txaixakondja (2526 msnm), construïts sobre un gran volcà en escut del Pliocè i que es troben coberts per glaceres. Ambdós estan coberts amb doms de lava andesítica. Hi ha dos cons de cendres als vessant est dels volcans que van entrar en erupció fa uns 2.600 anys i que van produir importants colades de lava. Alnei és un dels pocs grans estratovolcans de la serralada Sredinni que han estat actius durant tot l'Holocè, amb més de 30 dipòsits piroclàstics documentats. La darrera erupció va tenir lloc cap a l'any 1600.